# Bundestagswahlkreis Anhalt – Dessau – Wittenberg
Der Bundestagswahlkreis Anhalt – Dessau – Wittenberg (Wahlkreis 70) ist ein Wahlkreis in Sachsen-Anhalt. Er umfasst die kreisfreie Stadt Dessau-Roßlau, den Landkreis Wittenberg sowie vom Landkreis Anhalt-Bitterfeld die Gemeinden Bitterfeld-Wolfen, Muldestausee, Raguhn-Jeßnitz und Zerbst/Anhalt. Da Sachsen-Anhalt zur Bundestagswahl 2025 einen Wahlkreis verlor, wurde eine umfassende Neugliederung der meisten Wahlkreise des Landes vorgenommen. Dabei wurde der alte Bundestagswahlkreis Dessau – Wittenberg um vier Gemeinden des Landkreises Anhalt-Bitterfeld vergrößert, die bis dahin zum ehemaligen Bundestagswahlkreis Anhalt gehörten. Der Bundestagswahlkreis Dessau – Wittenberg war zur Bundestagswahl 2009 neu eingerichtet worden.

## Wahlkreisgeschichte
Der Wahlkreis Dessau – Wittenberg wurde zur Bundestagswahl 2009 aus Teilen der ehemaligen Wahlkreise Elbe-Havel-Gebiet und Anhalt neugebildet.
| Wahl      | Wahlkreisname                   | Gebiet |
| --------- | ------------------------------- | --- |
| 2009      | 71 Dessau – Wittenberg          | Dessau-Roßlau, Landkreis Wittenberg |
| 2013–2021 | 70 Dessau – Wittenberg          | Dessau-Roßlau, Landkreis Wittenberg |
| 2025–     | 70 Anhalt – Dessau – Wittenberg | Dessau-Roßlau, Landkreis Wittenberg sowie vom Landkreis Anhalt-Bitterfeld die Gemeinden Bitterfeld-Wolfen, Muldestausee, Raguhn-Jeßnitz und Zerbst/Anhalt |

## Wahlkreisabgeordnete
| Wahl | Abgeordneter | Abgeordneter     | Partei | Stimmen in % |
| ---- | ------------ | ---------------- | ------ | ------------ |
| 2009 |              | Ulrich Petzold   | CDU    | 36,0         |
| 2013 | 44,6         | Ulrich Petzold   | CDU    |              |
| 2017 |              | Sepp Müller      | CDU    | 35,2         |
| 2021 | 34,3         | Sepp Müller      | CDU    |              |
| 2025 |              | Volker Scheurell | AfD    | 38,6         |

## Wahlergebnisse

### Bundestagswahl 2025
Zur Bundestagswahl 2025 treten in Sachsen-Anhalt zwölf Parteien mit Landeslisten an. Im Wahlkreis Anhalt – Dessau – Wittenberg treten sieben Direktkandidaten an.
| Kandidaten                                                                              | Kandidaten                    | Parteien/Listen     | Erststimmen | Erststimmen | Zweitstimmen | Zweitstimmen |
| Kandidaten                                                                              | Kandidaten                    | Parteien/Listen     | Stimmen     | %           | Stimmen      | %            |
| --------------------------------------------------------------------------------------- | ----------------------------- | ------------------- | ----------- | ----------- | ------------ | ------------ |
|                                                                                         | Diana Bäse                    | SPD                 | 18.253      | 10,5        | 18.381       | 10,5         |
|                                                                                         | Sepp Müller                   | CDU                 | 51.473      | 29,5        | 37.579       | 21,5         |
|                                                                                         | Volker Scheurellgewählt im WK | AfD                 | 67.245      | 38,6        | 65.554       | 37,5         |
|                                                                                         | Doreen Hainich                | Die Linke           | 17.744      | 10,2        | 16.654       | 9,5          |
|                                                                                         | Henning Konrad Fliß           | FDP                 | 3.715       | 2,1         | 5.112        | 2,9          |
|                                                                                         | Steffi Lemke                  | GRÜNE               | 8.426       | 4,8         | 6.829        | 3,9          |
|                                                                                         | Maik Mattheis                 | FREIE WÄHLER        | 7.458       | 4,3         | 3.270        | 1,9          |
|                                                                                         | –                             | Die PARTEI          | –           | –           | 1.296        | 0,7          |
|                                                                                         | –                             | Volt                | –           | –           | 861          | 0,5          |
|                                                                                         | –                             | MLPD                | –           | –           | 128          | 0,1          |
|                                                                                         | –                             | Bündnis Deutschland | –           | –           | 406          | 0,2          |
|                                                                                         | –                             | BSW                 | –           | –           | 18.950       | 10,8         |
| Gesamt                                                                                  | Gesamt                        | Gesamt              | 174.314     | 100         | 175.020      | 100          |
|                                                                                         |                               |                     |             |             |              |              |
| Ungültige Stimmen                                                                       | Ungültige Stimmen             | Ungültige Stimmen   | 2.020       | 1,1         | 1.314        | 0,7          |
| Wähler                                                                                  | Wähler                        | Wähler              | 176.334     | 77,4        | 176.334      | 77,4         |
| Wahlberechtigte                                                                         | Wahlberechtigte               | Wahlberechtigte     | 227.852     |             | 227.852      |              |
|                                                                                         |                               |                     |             |             |              |              |
| Quellen: Die Bundeswahlleiterin, Kandidaten, Stimmen – Die Landeswahlleiterin, Ergebnis |                               |                     |             |             |              |              |

### Bundestagswahl 2021
Zur Bundestagswahl 2021 traten in Sachsen-Anhalt 19 Parteien mit Landeslisten an. Im Wahlkreis Dessau – Wittenberg traten zehn Direktkandidaten an.
Sepp Müller verteidigte das Direktmandat mit 34,3 % der Erststimmen. Die SPD erhielt mit 26,2 % die meisten Zweitstimmen im Wahlkreis. Die nach der Wahl zur Bundesministerin für Umwelt, Naturschutz, nukleare Sicherheit und Verbraucherschutz ernannte Steffi Lemke zog über Platz 1 der Landesliste von Bündnis 90/Die Grünen ebenfalls in den Bundestag ein.
| Kandidaten                                                                  | Kandidaten               | Parteien/Listen   | Erststimmen | Erststimmen | Zweitstimmen | Zweitstimmen |
| Kandidaten                                                                  | Kandidaten               | Parteien/Listen   | Stimmen     | %           | Stimmen      | %            |
| --------------------------------------------------------------------------- | ------------------------ | ----------------- | ----------- | ----------- | ------------ | ------------ |
|                                                                             | Sepp Müllergewählt im WK | CDU               | 39.042      | 34,3        | 26.740       | 23,5         |
|                                                                             | Andreas Mrosek           | AfD               | 22.002      | 19,3        | 21.630       | 19,0         |
|                                                                             | Johannes Hüthel          | DIE LINKE         | 9.003       | 7,9         | 9.635        | 8,5          |
|                                                                             | Leonard Schneider        | SPD               | 22.178      | 19,5        | 29.843       | 26,2         |
|                                                                             | Alexander Martin Oppelt  | FDP               | 7.591       | 6,7         | 10.402       | 9,1          |
|                                                                             | Steffi Lemke             | GRÜNE             | 7.632       | 6,7         | 6.531        | 5,7          |
|                                                                             | –                        | Tierschutzallianz | –           | –           | 1.001        | 0,9          |
|                                                                             | Steven Slavicek          | FREIE WÄHLER      | 3.530       | 3,1         | 2.543        | 2,2          |
|                                                                             | –                        | Die PARTEI        | –           | –           | 876          | 0,8          |
|                                                                             | –                        | NPD               | –           | –           | 340          | 0,3          |
|                                                                             | –                        | Gartenpartei      | –           | –           | 587          | 0,5          |
|                                                                             | –                        | MLPD              | –           | –           | 85           | 0,1          |
|                                                                             | Ernst Wolff              | dieBasis          | 2.074       | 1,8         | 1.654        | 1,5          |
|                                                                             | –                        | du.               | –           | –           | 100          | 0,1          |
|                                                                             | –                        | ÖDP               | –           | –           | 53           | 0,0          |
|                                                                             | –                        | Die Humanisten    | –           | –           | 102          | 0,1          |
|                                                                             | –                        | Tierschutzpartei  | –           | –           | 1.275        | 1,1          |
|                                                                             | –                        | PIRATEN           | –           | –           | 423          | 0,4          |
|                                                                             | –                        | Volt              | –           | –           | 149          | 0,1          |
|                                                                             | Mario Rohne              | Einzelbewerber    | 352         | 0,3         | –            | –            |
|                                                                             | Günther Wassenaar        | Einzelbewerber    | 415         | 0,4         | –            | –            |
| Gesamt                                                                      | Gesamt                   | Gesamt            | 113.819     | 100         | 113.969      | 100          |
|                                                                             |                          |                   |             |             |              |              |
| Ungültige Stimmen                                                           | Ungültige Stimmen        | Ungültige Stimmen | 1.385       | 1,2         | 1.235        | 1,1          |
| Wähler                                                                      | Wähler                   | Wähler            | 115.204     | 67,9        | 115.204      | 67,9         |
| Wahlberechtigte                                                             | Wahlberechtigte          | Wahlberechtigte   | 169.749     |             | 169.749      |              |
|                                                                             |                          |                   |             |             |              |              |
| Quellen: Die Bundeswahlleiterin, Stimmen – Die Landeswahlleiterin, Ergebnis |                          |                   |             |             |              |              |

### Bundestagswahl 2017
Bei der Bundestagswahl 2017 waren 177.005 Einwohner wahlberechtigt; die Wahlbeteiligung lag bei 69,8 %. Sepp Müller gewann das Direktmandat für die CDU.
| Kandidaten                                                                 | Kandidaten               | Parteien/Listen       | Erststimmen | Erststimmen | Zweitstimmen | Zweitstimmen |
| Kandidaten                                                                 | Kandidaten               | Parteien/Listen       | Stimmen     | %           | Stimmen      | %            |
| -------------------------------------------------------------------------- | ------------------------ | --------------------- | ----------- | ----------- | ------------ | ------------ |
|                                                                            | Sepp Müllergewählt im WK | CDU                   | 42.781      | 35,2        | 38.751       | 31,8         |
|                                                                            | Jörg Schindler           | Die Linke             | 22.086      | 18,2        | 21.102       | 17,3         |
|                                                                            | Stefan Maria Stader      | SPD                   | 14.806      | 12,2        | 17.360       | 14,3         |
|                                                                            | Andreas Mrosek           | AfD                   | 23.520      | 19,4        | 24.327       | 20,0         |
|                                                                            | Steffi Lemke             | Bündnis 90/Die Grünen | 5.607       | 4,6         | 4.299        | 3,5          |
|                                                                            | Jörg Schnurre            | FDP                   | 6.051       | 5,0         | 8.940        | 7,3          |
|                                                                            | Danilo Wessel            | NPD                   | 1.165       | 1,0         | 1.205        | 1,0          |
|                                                                            | Angela Schwarz           | FREIE WÄHLER          | 3.717       | 3,1         | 2.006        | 1,6          |
|                                                                            | –                        | MLPD                  | –           | –           | 127          | 0,1          |
|                                                                            | –                        | Tierschutzallianz     | –           | –           | 1.572        | 1,3          |
|                                                                            | –                        | BGE                   | –           | –           | 364          | 0,3          |
|                                                                            | –                        | DiB                   | –           | –           | 168          | 0,1          |
|                                                                            | –                        | MG                    | –           | –           | 429          | 0,4          |
|                                                                            | –                        | Die PARTEI            | –           | –           | 1.094        | 0,9          |
|                                                                            | Tobias Dieter Ulbrich    | Einzelbewerber        | 1.666       | 1,4         | –            | –            |
| Gesamt                                                                     | Gesamt                   | Gesamt                | 121.399     | 100         | 121.744      | 100          |
|                                                                            |                          |                       |             |             |              |              |
| Ungültige Stimmen                                                          | Ungültige Stimmen        | Ungültige Stimmen     | 2.067       | 1,7         | 1.722        | 1,4          |
| Wähler                                                                     | Wähler                   | Wähler                | 123.466     | 69,8        | 123.466      | 69,8         |
| Wahlberechtigte                                                            | Wahlberechtigte          | Wahlberechtigte       | 177.005     |             | 177.005      |              |
|                                                                            |                          |                       |             |             |              |              |
| Quellen: Die Bundeswahlleiterin, Stimmen – Die Landeswahlleiterin, Stimmen |                          |                       |             |             |              |              |

### Bundestagswahl 2013
Bei der Bundestagswahl 2013 waren 185.954 Einwohner wahlberechtigt; die Wahlbeteiligung lag bei 65,0 %. Ulrich Petzold gewann das Direktmandat für die CDU.
| Kandidaten                               | Kandidaten                  | Parteien/Listen   | Erststimmen | Erststimmen | Zweitstimmen | Zweitstimmen |
| Kandidaten                               | Kandidaten                  | Parteien/Listen   | Stimmen     | %           | Stimmen      | %            |
| ---------------------------------------- | --------------------------- | ----------------- | ----------- | ----------- | ------------ | ------------ |
|                                          | Jörg Schindler              | Die Linke         | 26.015      | 21,9        | 27.136       | 22,8         |
|                                          | Ulrich Petzoldgewählt im WK | CDU               | 53.048      | 44,6        | 50.633       | 42,5         |
|                                          | Arne Lietz                  | SPD               | 20.545      | 17,3        | 20.354       | 17,1         |
|                                          | Norbert Hentschke           | FDP               | 1.489       | 1,3         | 2.892        | 2,4          |
|                                          | Steffi Lemke                | GRÜNE             | 5.196       | 4,4         | 4.703        | 4,0          |
|                                          | Sandra Tiedtke              | PIRATEN           | 2.053       | 1,7         | 2.160        | 1,8          |
|                                          | Thomas Lindemann            | NPD               | 2.814       | 2,4         | 2.799        | 2,4          |
|                                          | –                           | MLPD              | –           | –           | 120          | 0,1          |
|                                          | Arndt Klapproth             | AfD               | 5.575       | 4,7         | 6.050        | 5,1          |
|                                          | –                           | pro Deutschland   | –           | –           | 327          | 0,3          |
|                                          | Michael Marks               | FREIE WÄHLER      | 2.234       | 1,9         | 1.728        | 1,5          |
|                                          | –                           | ÖDP               | –           | –           | 145          | 0,1          |
| Gesamt                                   | Gesamt                      | Gesamt            | 118.969     | 100         | 119.047      | 100          |
|                                          |                             |                   |             |             |              |              |
| Ungültige Stimmen                        | Ungültige Stimmen           | Ungültige Stimmen | 1.836       | 1,5         | 1.758        | 1,5          |
| Wähler                                   | Wähler                      | Wähler            | 120.805     | 65,0        | 120.805      | 65,0         |
| Wahlberechtigte                          | Wahlberechtigte             | Wahlberechtigte   | 185.954     |             | 185.954      |              |
|                                          |                             |                   |             |             |              |              |
| Quellen: Die Bundeswahlleiterin, Stimmen |                             |                   |             |             |              |              |

### Bundestagswahl 2009
Bei der Bundestagswahl 2009 waren 197.289 Einwohner wahlberechtigt; die Wahlbeteiligung lag bei 62,3 %. Ulrich Petzold gewann das Direktmandat für die CDU.